# 280-я стрелковая дивизия (1-го формирования)
280-я стрелковая дивизия — воинское соединение Вооружённых Сил СССР в Великой Отечественной войне.
Боевой период: 4 августа 1941 года — 27 декабря 1941 года.

## История
280-я стрелковая дивизия была сформирована в июле 1941 года в Туле. 5 августа она была включена в состав 24-й армии Резервного фронта и, согласно приказу командующего армией, должна была, выгрузившись на станциях Мещерская и Комягино, сосредоточиться в районе разъезда Лосьмино.
26 августа 280 сд была передана из состава Центрального фронта, которому она подчинялась на этот момент, в состав войск Брянского фронта. В это время она вместе с 753-м артиллерийским полком ПТО и 878-м стрелковым полком обороняла рубеж Пильшино — Сосновка, безуспешно пытаясь наступать в направлении Почепа.
Утром 29 августа дивизия перешла в наступление, выбила противника из района Пьяного Рога и овладела Путиловским, Зелёной Рощей, Ольговкой и Витовкой.
В начале октября в ходе начавшейся Орловско-Брянской оборонительной операции дивизия попала в окружение. Сводный отряд для прорыва из окружения возглавил полковник П. В. Мельников временно исполнявший обязанности начальника штаба дивизии. Остатки дивизии пробивались в направлении на Святое (55-60 км южнее Брянска). В ночном бою за Святое его отряд разбил штаб кавалерийской дивизии, захватил штабные документы и несколько автомашин, уничтожил до 200 гитлеровцев. Затем дивизия переправилась через реку Навля и продолжала движение через Борщево на Колошичи, Добрик, Глоднево и Гублино. В районе Поповка, Гублино она догнала штаб 3-й армии и 31 октября в районе ст. Щигры вместе с ней вышла из окружения. После выхода её остатки (до 400 человек) пошли на пополнение 137-й и 269-й стрелковых дивизий. Официально дивизия расформирована лишь в декабре 1941 года.

## Подчинение
| На дату    | Фронт (округ)            | Армия      |
| ---------- | ------------------------ | ---------- |
| 01.08.1941 | Московский военный округ | -          |
| 05.08.1941 | Резервный фронт          | 24-я армия |
| 01.09.1941 | Брянский фронт           | 3-я армия  |
| 01.10.1941 | Брянский фронт           | 3-я армия  |
| 01.11.1941 | Брянский фронт           | 3-я армия  |

## Состав
- 1031-й стрелковый полк (подполковник И. В. Груздов)
- 1033-й стрелковый полк (майор А. И. Гордиенко)
- 1035-й стрелковый полк
- 840-й артиллерийский полк (до 5.11.1941)
- 368-й отдельный истребительно-противотанковый дивизион
- 561-й отдельный зенитный артиллерийский дивизион
- 315-я разведывательная рота
- 583-й сапёрный батальон
- 736-й отдельный батальон связи
- 304-й медико-санитарный батальон
- 369-я отдельная рота химической защиты
- 759-й автотранспортный батальон
- 442-я полевая хлебопекарня
- 944-я полевая почтовая станция
- 810-я полевая касса Госбанка

## Командование

### Командиры
- Данилов, Сергей Евлампиевич (02.07.1941 — 18.10.1941), генерал-майор.

### Начальники штаба
- Мерзляков, Павел Степанович (10.07.1941 — ??.11.1941), полковник;